# Мантуровы
Мантуровы — русский дворянский род.
Опричником Ивана Грозного числился Григорий Мантуров (1573).
Род происходит от потомства Богдана Яковлевича Мантурова, жалованного поместьем (1669). Абрам Богданович Мантуров стольник (1692).
Род Мантуровых внесён в VI часть родословной книги Новгородской губернии.

## Описание герба
Щит разделён горизонтально надвое, в верхней половине, в голубом поле изображены золотой крест и серебряная луна, рогами обращённая к левому боку (изм. польский герб Шелига). В нижней половине, в серебряном поле, находится натянутый лук и стрела остриём вниз (изм. польский герб Лук), на середине щита горизонтально означена красная полоса.
На щите дворянский коронованный шлем. Нашлемник: три страусовых пера. Намёт на щите голубой, подложенный серебром.